# Lago di Misurina
Lago di Misurina (Misurinasjön) är en insjö i Dolomiterna i Italien. Den ligger cirka 10 km nordost om staden Cortina d’Ampezzo. Bergsmassivet Drei Zinnen ligger nordost om sjön.
På sjön avgjordes hastighetsåkning på skridskor vid olympiska vinterspelen 1956. Det var sista gången som tävlingen avgjordes på naturis. Sigge Ericsson från Sverige tog guld på 10 000 meter och silver på 5 000 meter.